# Ariel Casto
Ariel Casto ist ein argentinischer Poolbillardspieler.

## Karriere
Im September 2009 erreichte Ariel Casto bei der Panamerikameisterschaft den dritten Platz im 9-Ball. Bei der Panamerikameisterschaft 2012 gelang ihm in zwei Disziplinen der Einzug ins Finale. Nachdem er im 8-Ball-Finale gegen seinen Landsmann Jorge Llanos verloren hatte, gewann er das Endspiel im 10-Ball gegen den Venezolaner Franklin Martínez und wurde damit erstmals Panamerika-Meister. Ein Jahr später erreichte er erneut das Finale im 8-Ball, in dem er dem Venezolaner Jalal Yousef unterlag. Bei der Panamerikameisterschaft 2015 gewann er die Bronzemedaille im 8-Ball und Silber im 9-Ball, nachdem er im Finale gegen Christopher Tevez verloren hatte. Im Juli 2016 nahm er erstmals an der 9-Ball-Weltmeisterschaft teil und schied dort nach Niederlagen gegen Lo Li-wen und Shane van Boening sieglos in der Vorrunde aus. Bei der Panamerikameisterschaft 2016 belegte er im 9-Ball den dritten Platz.